# Damperen 'Andron's Forlis
Damperen 'Andron's Forlis er en amerikansk stumfilm fra 1922 af Irvin Willat.

## Medvirkende
- Dorothy Dalton som Leone Deveraux
- Jack Holt som Jim Dorn
- Mitchell Lewis som Joe Polack
- Winter Hall som John Deveraux
- Michael Dark som Harold Van Allen
- Otto Brower som Gray, USN
- William Boyd som Dick Deveraux